# Портрет Павла Николаевича Чоглокова
«Портрет Павла Николаевича Чоглокова» — картина Джорджа Доу и его мастерской из Военной галереи Зимнего дворца.
Картина представляет собой погрудный портрет генерал-лейтенанта Павла Николаевича Чоглокова из состава Военной галереи Зимнего дворца.
К началу Отечественной войны 1812 года генерал-майор Чоглоков был шефом Перновского пехотного полка и командовал 1-й бригадой 11-й пехотной дивизии, в Бородинском сражении после ранения генерала Н. Н. Бахметева принял командование над всей дивизией, особо отличился в сражении под Вязьмой. Во время Заграничных походов 1813 и 1814 годов командовал 1-й гренадерской дивизией, также был во множестве сражений, за отличие в Битве народов под Лейпцигом произведён в генерал-лейтенанты, в сражении под стенами Парижа Чоглоков командовал Гренадерским корпусом.
Изображён в генеральском вицмундире, введённом для пехотных генералов 7 мая 1817 года. Слева на груди звезда ордена Св. Анны 1-й степени; на шее крест ордена Св. Георгия 3-го класса; справа на груди серебряная медаль «В память Отечественной войны 1812 года» на Андреевской ленте и звезда ордена Св. Владимира 2-й степени (художник ошибочно не изобразил шейный крест этого ордена, поэтому Владимирскую звезду можно принять за 1-ю степень, которой на самом деле Чоглоков не имел). В нижнем правом углу подпись художника и дата: painted fr. Nature by Geo Dawe RA 1825. Подпись на раме: П. Н. Чоглоковъ, Генералъ Лейтенантъ.
7 августа 1820 года Комитетом Главного штаба по аттестации Чоглоков был включён в список «генералов, заслуживающих быть написанными в галерею» и 3 июля 1821 года император Александр I приказал написать его портрет. Сам Чоглоков в это время находился в отставке и постоянно проживал в своем имении в Колтушах Шлиссельбургского уезда Санкт-Петербургской губернии, поэтому никаких особых препятствий для его поездки в столицу с целью позирования художнику не существовало. Гонорар Доу был выплачен 1 июля 1822 года и 29 декабря 1824 года. Готовый портрет принят в Эрмитаж 7 сентября 1825 года.
В 1840-х годах в мастерской И. П. Песоцкого по рисунку с портрета была сделана литография, опубликованная в книге «Император Александр I и его сподвижники» и впоследствии неоднократно репродуцированная. В части тиража была напечатана другая литография с галерейного портрета, отличающаяся мелкими деталями и без указания мастерской.